# Athamanthia athamantis
Athamanthia athamantis is een vlinder uit de familie van de Lycaenidae. De wetenschappelijke naam van de soort is voor het eerst geldig gepubliceerd in 1854 door Eversmann.